# Bridgwater
Bridgwater is een civil parish in het bestuurlijke gebied Sedgemoor, in het Engelse graafschap Somerset. De plaats telt 35.886 inwoners.
Het West Country Carnival is een jaarlijks terugkerende festival met optochten verlichte wagens (lokaal cars genoemd) in South West England, vroeger West Country genoemd. Dit evenement vindt zijn oorsprong in Bridgwater en gaat terug op de verijdeling van het Buskruitverraad in 1605. 

## Geboren
- John Atherton (1598-1640), bisschop en eerste ter dood veroordeelde onder de Buggery Law die hij zelf in Ierland hielp invoeren
- Robert Blake (1599-1657), admiraal
- David Dixon (1977), golfer